# Замор, Орест
Эммануэль Орест Замор (фр. Emmanuel Oreste Zamor, 1861—1915) — президент Гаити в 1914 году.
Во время гражданской войны 1912 года Орест Самор вместе со своим братом Шарлем (оба генералы) поддерживали Каймито Рамиреса и командовали его войсками в своих округах. В 1914 году оба брата перешли к активным действиям, что привело к короткому президентскому сроку для Ореста с февраля по октябрь того же года.
Был отстранен от власти генералом Жозефом Теодором, которого поддержали американские бизнесмены, имевшие собственные интересы на Гаити. Позже, 27 июля 1915 года, был казнён по приказу нового президента Гийома Сана, в числе 167 политических заключенных, которых держали под стражей в Порт-о-Пренсе.